# César (novela)
César (en inglés, Caesar: Let the Dice Fly) es una novela histórica de la escritora australiana Colleen McCullough. Es la quinta de la serie Masters of Rome.

## Argumento
La novela comienza en el año 54 a. C., con César en mitad de sus históricas guerras de las Galias, y acaba de invadir Britania. La primera mitad de la novela trata ampliamente el final de sus conquistas en la Galia y la segunda mitad narra el creciente sentimiento de incomodidad de Roma en relación con las intenciones de César, el antagonismo de la facción conservadora, los 'boni' hacia él, su paso del Rubicón, invasión de Italia y su victoria en la guerra civil.
Algunos de los momentos cruciales incluyen el regreso de César desde Britania; su huida por poco durante la batalla de Gergovia; su gran victoria en Alesia, que implicó la total circunvalación de la ciudadela, el rechazo de los que iban a reforzar a Vercingétorix, la rendición de éste; su destrucción final de la resistencia de los galos en Uxeloduno; la muerte de Julia y Marco Licinio Craso; su enfrentamiento con Pompeyo y el colapso final del sistema del primer triunvirato; sus fracasadas negociaciones en relación on su reelección como cónsul; el inicio de la guerra civil; la batalla de Dirraquio y la batalla de Farsalia; la huida de Pompeyo al Egipto Tolemaico y su asesinato allí; y cómo el liderazgo de los 'boni' se dispersa.